# Voitures brûlées de la Saint-Sylvestre
Als Voitures brûlées de la Saint-Sylvestre wird das Phänomen bezeichnet, dass in Frankreich viele Fahrzeuge in der Silvesternacht angezündet werden. Begonnen hat das Phänomen im Straßburger Stadtteil Meinau zum Jahreswechsel 1987/88. Das Anzünden der Autos sprang dann Anfang der 1990er Jahre auf andere Quartiere Strassburgs über. Inzwischen kommt es zum Jahreswechsel in ganz Frankreich zu Bränden an Autos. Auch hat das französische Innenministerium jährlich die Zahl der Autobrände statistisch erfasst und veröffentlicht diese Zahlen am 1. Januar. Gründe für die Zündelei sind persönliche Abrechnung, politische Wut oder auch Versicherungsbetrug.